# Associazione Calcio Siena 1966-1967
Questa voce raccoglie le informazioni riguardanti l'Associazione Calcio Siena nelle competizioni ufficiali della stagione 1966-1967.

## Stagione
Nella stagione 1966-1967 il Siena disputa il girone B del campionato di Serie C, un torneo che prevede una promozione e due retrocessioni, con 29 punti in classifica si piazza in quattordicesima posizione, il torneo è stato vinto dal Perugia con 46 punti che ottiene la promozione in Serie B, al secondo posto è giunta la Maceratese con 45 punti, retrocedono in Serie D lo Jesi con 28 punti che ha perso con il Ravenna lo spareggio salvezza (0-1) e la Vis Pesaro con 25 punti.
La Robur affidata all'allenatore Natale Faccenda ottiene una onorevole salvezza, per tutto il torneo intruppata a centro classifica. La nota positiva stagionale è rappresentata dai giocatori che si sono messi in mostra, su tutti Giuseppe Basilico, l'ala milanese alla terza stagione in bianconero, disputa il suo campionato migliore realizzando tredici reti, dopo le undici reti della stagione 1964-65 quando era stato preso dal Livorno. Ma anche l'altra ala il romano Manlio Compagno che realizza cinque reti. Si è messo in evidenza anche il ventenne mediano di scuola fiorentina Pierluigi Cencetti nativo di Barberino d'Elsa che non salta una sola partita del torneo e spicca il volo verso le serie maggiori, giocherà in Serie A con la Fiorentina ed in Serie B con Brescia e Arezzo.

## Rosa
| N. |                   | Ruolo | Calciatore             |
| -- | ----------------- | ----- | ---------------------- |
|    | Italia (bandiera) | C     | Corrado Barboni        |
|    | Italia (bandiera) | C     | Giuseppe Basilico      |
|    | Italia (bandiera) | D     | Giuseppe Bonfà         |
|    | Italia (bandiera) | C     | Mario Bulli            |
|    | Italia (bandiera) | C     | Giuseppe Castano       |
|    | Italia (bandiera) | D     | Pierluigi Cencetti     |
|    | Italia (bandiera) | A     | Manlio Compagno        |
|    | Italia (bandiera) | C     | Carmelo Favoino        |
|    | Italia (bandiera) | P     | Alessandro Fiorini (I) |

| N. |                   | Ruolo | Calciatore        |
| -- | ----------------- | ----- | ----------------- |
|    | Italia (bandiera) | C     | Giorgio Frosini   |
|    | Italia (bandiera) | A     | Rolando Marchetti |
|    | Italia (bandiera) | D     | Fabio Mariotto    |
|    | Italia (bandiera) | D     | Antonio Monguzzi  |
|    | Italia (bandiera) | A     | Franco Nerucci    |
|    | Italia (bandiera) | P     | Piero Pistolesi   |
|    | Italia (bandiera) | D     | Loris Prandi      |
|    | Italia (bandiera) | D     | Roberto Turchi    |
|    | Italia (bandiera) | A     | Dieter Weiss      |

## Risultati

### Girone di andata
| Arbitro: | Gialluisi (Barletta) |

|                |           |  |
| Lazzaretto 75’ | Marcatori |  |

| Arbitro: | Trono (Torino) |

|                          |           |            |
| Basilico 4’ Compagno 86’ | Marcatori | 17’ Zimolo |

| Arbitro: | Sorrentino (Roma) |

|  |           |              |
|  | Marcatori | 62’ Compagno |

| Siena 16 ottobre 1966 4ª giornata | Siena             | 0 – 0 | Ternana | Stadio del Rastrello\| Arbitro: \| Pfiffner (Torino) \| |
| Arbitro:                          | Pfiffner (Torino) |       |         |                                                         |

| Arbitro: | Panzino (Catanzaro) |

|                     |           |                                |
| Basilico 61’ (rig.) | Marcatori | 42’ Facincani 48’ (rig.) Urban |

| Arbitro: | Boscolo (Venezia) |

|                      |           |                     |
| Mantovani 75’ (rig.) | Marcatori | 39’ (rig.) Basilico |

| Arbitro: | Cappellutti (Bari) |

|                               |           |  |
| Salvini 34’ La Volpicella 59’ | Marcatori |  |

| Arbitro: | Caligaris (Alessandria) |

|                          |           |  |
| Basilico 71’, 85’ (rig.) | Marcatori |  |

| Carrara 20 novembre 1966 9ª giornata | Carrarese    | 0 – 0 | Siena | Stadio dei Marmi\| Arbitro: \| Bravi (Roma) \| |
| Arbitro:                             | Bravi (Roma) |       |       |                                                |

| Siena 27 novembre 1966 10ª giornata | Siena             | 0 – 0 | Spezia | Stadio del Rastrello\| Arbitro: \| Palumbo (Cosenza) \| |
| Arbitro:                            | Palumbo (Cosenza) |       |        |                                                         |

| Arbitro: | Lo Giudice (Torino) |

|                      |           |  |
| Dugini 48’ Berti 80’ | Marcatori |  |

| Siena 11 dicembre 1966 12ª giornata | Siena             | 0 – 0 | Prato | Stadio del Rastrello\| Arbitro: \| Levratto (Genova) \| |
| Arbitro:                            | Levratto (Genova) |       |       |                                                         |

| Arbitro: | Trilli (Matera) |

|                     |           |  |
| Cencetti 32’ (aut.) | Marcatori |  |

| Arbitro: | Pistola (Jesi) |

|                         |           |  |
| Rocchi 54’ Pazienza 62’ | Marcatori |  |

| Arbitro: | Lavetti (Bergamo) |

|                                         |           |                                  |
| Marchetti 57’ Compagno 70’ Basilico 76’ | Marcatori | 80’ Vecchi 85’ (rig.) Santececca |

| Arbitro: | Monforte (Palermo) |

|              |           |          |
| Basilico 77’ | Marcatori | 80’ Zana |

| San Benedetto del Tronto 22 gennaio 1967 17ª giornata | Sambenedettese    | 0 – 0 | Siena | Stadio Fratelli Ballarin\| Arbitro: \| Andreoli (Padova) \| |
| Arbitro:                                              | Andreoli (Padova) |       |       |                                                             |

### Girone di ritorno
| Arbitro: | Leardi (Messina) |

|              |           |  |
| Basilico 15’ | Marcatori |  |

| Arbitro: | Capriccioli (Roma) |

|                 |           |  |
| Zimolo 70’, 75’ | Marcatori |  |

| Arbitro: | Accomazzo (Vercelli) |

|              |           |                           |
| Basilico 38’ | Marcatori | 31’ Balsimelli 86’ Morosi |

| Arbitro: | Monforte (Palermo) |

|               |           |  |
| Meregalli 12’ | Marcatori |  |

| Arbitro: | Mascali (Desenzano del Garda) |

|                     |           |  |
| Mariotto 27’ (aut.) | Marcatori |  |

| Arbitro: | Moretto (San Donà di Piave) |

|             |           |                                 |
| Basilico 2’ | Marcatori | 25’ Divina 67’ (rig.) Mantovani |

| Arbitro: | Ferrari (Rovereto) |

|                          |           |  |
| Compagno 23’ Barboni 76’ | Marcatori |  |

| Arbitro: | Fuschi (Pescara) |

|  |           |                  |
|  | Marcatori | 39’, 79’ Barboni |

| Siena 26 marzo 1967 26ª giornata | Siena         | 0 – 0 | Carrarese | Stadio del Rastrello\| Arbitro: \| Ciulli (Roma) \| |
| Arbitro:                         | Ciulli (Roma) |       |           |                                                     |

| Arbitro: | D'Auria (Salerno) |

|           |           |             |
| Campi 87’ | Marcatori | 66’ Castano |

| Siena 9 aprile 1967 28ª giornata | Siena          | 0 – 0 | Maceratese | Stadio del Rastrello\| Arbitro: \| Pilotto (Roma) \| |
| Arbitro:                         | Pilotto (Roma) |       |            |                                                      |

| Arbitro: | Grava (Ivrea) |

|                   |           |  |
| Graziani 51’, 70’ | Marcatori |  |

| Arbitro: | Trono (Torino) |

|           |           |             |
| Weiss 51’ | Marcatori | 34’ Gabetto |

| Arbitro: | Cimma (Biella) |

|                                   |           |  |
| Weiss 1’ Basilico 49’, 70’ (rig.) | Marcatori |  |

| Arbitro: | Treggiari (Roma) |

|                                                                 |           |                                      |
| Tonella 2’, 52’ Rizzo 21’ Gagliardi 36’ Ciani 38’ Pirazzini 83’ | Marcatori | 24’ Compagno 39’ Castano 70’ Barboni |

| Arbitro: | Sorrentino (Roma) |

|                       |           |  |
| Postini 46’ Rolla 90’ | Marcatori |  |

| Arbitro: | Boscolo (Venezia) |

|                                 |           |  |
| Marchetti 18’, 25’ Basilico 72’ | Marcatori |  |